# Autores.uy
autores.uy是一个关于作者的在线数据库。由知识共享（CC）的乌拉圭部门创建及维护。该数据库得到了乌拉圭国家图书馆，乌拉圭立法权力图书馆和乌拉圭国家视觉艺术博物馆的支持与合作。autores.uy已被乌拉圭教育和文化部宣布为文化利益。其主要目标是提供有关乌拉圭作家的版权状态信息，以确定其作品是否属于公有领域，并将属于公有领域的作品数字化和社交化。该平台允许在线访问公有领域的书面和视觉作品。